# The Kooples
The Kooples est une enseigne de prêt-à-porter française créée en 2008. Ses fondateurs sont Alexandre, Laurent et Raphaël Elicha.
La marque est exploitée par deux entités différentes : The Kooples Diffusion et The Kooples Production.

## Historique
En 1997, les parents des fondateurs, Tony et Georgette Elicha, créent Comptoir des cotonniers à Toulouse. En 2005, la marque Comptoir des cotonniers est vendue au groupe japonais Fast Retailing, qui détient notamment Uniqlo et Princesse tam.tam. Une clause de non-concurrence tient la famille Elicha éloignée de la mode pendant trois ans. Les trois fils, Alexandre, Laurent et Raphaël, réfléchissent à un nouveau concept.
En 2008, la famille Elicha débloque 22 millions d'euros via une holding domiciliée en Belgique. Avec un capital de départ de 5 millions d'euros et plusieurs partenaires bancaires[source insuffisante], Alexandre et Laurent créent la marque The Kooples. Ils sont ensuite rejoints par Raphaël. Deux ans plus tard, The Kooples installe son siège social place Vendôme à Paris.
En 2011, la marque compte environ 30 employés au siège, et 250 employés de vente à travers la France. Un an plus tard, la griffe emploie 650 salariés, tous en CDI. En 2012, The Kooples Sport est créée.
En mai 2019, l’enseigne The Kooples est rachetée par la holding suisse Maus Frères. En mars 2025, l'Autorité de la concurrence valide le rachat de The Kooples Production par le groupe Verdoso.

## Marketing

### Positionnement marketing
The Kooples a un positionnement qu'elle définit comme étant du « haut de gamme accessible ». La marque souhaite avoir un positionnement premium. Selon les créateurs, la marque se veut « chic et décalée ». Elle vise un public de jeunes aisés. D'après le magazine de mode Cosmopolitan, son style peut être défini comme « rock », « tendance » et « dandy ».

### Concept
The Kooples est une ligne de vêtements pour hommes et femmes qui se présente comme habillant le « couple ». D'où son nom, anglicisation du français « couple ». Les vêtements sont mixtes et androgynes, souvent issus du vestiaire masculin. Le slogan de la marque est « Un vestiaire pour deux ». Le vestiaire est mixte dans chaque boutique. Les coupes sont similaires et certaines pièces sont interchangeables.
La marque dit trouver son inspiration dans le rock, le vintage et la mode britannique. La tête de mort, présente dans les collections, est l'emblème de la marque.

### Campagnes de publicité
Avant l'ouverture de ses premières boutiques, l'entreprise s'est fait connaître avec une campagne de pub mettant en scène des couples. Cinq boutiques ouvrent simultanément à Paris. Elles sont suivies par huit autres en province. Très vite, la marque compte une quinzaine de boutiques en France.
Raphaël Elicha s'occupe des photos de la campagne publicitaire,. Elle s'inspire de celle de Comptoir des cotonniers, qui avait mis en avant la relation mère-fille.
La campagne de publicité fait naître des parodies, comme en 2011 avec celle d'Eram. Face aux couples dans la « vraie vie » de The Kooples, Eram publie des affiches montrant des duos de mannequins en plastique, aux prénoms originaux et aux métiers de rêve, avec le slogan « Les chaussures coûtent 39,90 €, et ça c'est vrai ».
En 2013, les publicités de The Kooples sont parodiées par Les Tooseuls. Elles mettent en scène des personnes seules et déprimées en reprenant l'univers visuel de la marque. Un an plus tard, ce sont The Koogars qui parodient la marque.
En 2017, une collaboration avec Puma a eu lieu et plusieurs modèles de baskets ont vu le jour.

### Site Internet
En 2009, la marque revendique 150 000 visiteurs uniques par mois sur son site internet et dit qu'il réalise un chiffre d'affaires équivalent à celui d'une boutique. En 2012, 440 000 visiteurs se rendent sur le site Internet de la marque.

### Partenariats
En 2011, la marque lance Kooples Record, un label musical promouvant des couples de musiciens. Patrick Eudeline, critique et chanteur, en est le producteur.
Un an plus tard, le chanteur de rock Pete Doherty collabore avec la marque en signant une collection.
La marque s'est associée aux réalisateurs britanniques Frederick Scott et Nicolas Jack Davies pour réaliser un court-métrage : Today, Tonight.

## Produits
Les vêtements sont généralement classiques et décorés de détails originaux.

En 2010, l'article le plus vendu est le blazer avec un écusson à tête de mort.

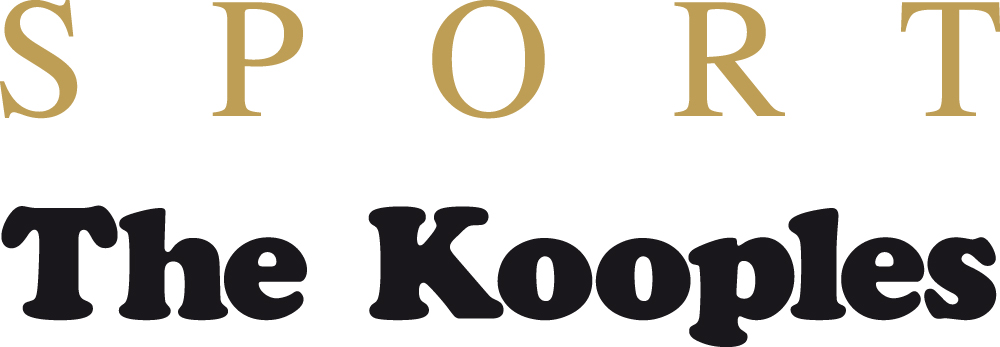
Logo de la marque The Kooples Sport

En 2011, la ligne de vêtements The Kooples Sport est lancée. Les couples choisis pour la campagne de publicité incluent Éric Cantona et Rachida Brakni,. La marque dispose de son propre réseau de distribution. Un an plus tard, la première boutique The Kooples Sport ouvre à Paris. En 2012, The Kooples Sport compte 70 boutiques.
La marque collabore également avec The Great Frog pour la création de bijoux. En 2013, parallèlement aux vêtements, The Kooples vend également des chaussures, des montres et des accessoires de mode,. Les montres reprennent les codes de la marque et sa tête de mort.
En 2016, après une campagne de l'association People for the Ethical Treatment of Animals (PETA) et avec le soutien du chanteur Pete Doherty, la marque décide d'arrêter l'utilisation de fourrure dans ses collections, après avoir déjà arrêté l'utilisation de l'angora.
En 2023, la marque crée une collection de vêtements et de sacs à l’aide d’une intelligence artificielle générative développée par la société française IMKI. Cette collaboration est présentée au CES de Las Vegas en 2024. La capsule de 15 produits a été commercialisée dans la foulée.

## Économie

### Évolution du chiffre d'affaires
En 2010, la marque réalise 37 millions d'euros de chiffre d'affaires puis 100 millions en août 2011. En 2012, le chiffre d'affaires de la marque atteint 140 millions d'euros. En 2011, The Kooples ouvre son capital à hauteur de 20 % au fonds LBO France. L'entreprise est alors valorisée de 250 millions d'euros. Cette entrée a pour but de développer la marque à l'international.
Depuis 2011, la famille Elicha détient la marque à hauteur de 80 % et LBO France à 20 %.
En 2013, la marque réalise plus de 118 millions d'euros de chiffre d'affaires sur son exercice clos en août.

### Réseau de distribution
Dès son lancement, The Kooples Diffusion ouvre une dizaine de boutiques. En 2009, la marque compte 35 points de vente. Un an plus tard, le nombre de boutiques double. En 2011, The Kooples Diffusion totalise 160 points de vente en France, 180 en 2025.
En 2012, à la suite de la montée en gamme de la marque, les magasins les plus petits ferment leurs portes au profit d'autres d'espaces plus grands pouvant accueillir l'ensemble des collections.
Tous les points de vente sont détenus par la marque. Les 99 magasins en France (mise à jour 11/2018) sont exploités par la société The Kooples Diffusion crée et dirigée par Laurent Elicha.

### Développement international
En 2011, la marque commence son développement international en ouvrant des boutiques à Londres. En 2012, l'enseigne compte 247 boutiques en France, 67 ailleurs en Europe, 7 à New York et une au Liban. En août 2013, la griffe de prêt-à-porter est présente dans des corners dans les grands magasins Bloomingdale's et Nordstrom aux États-Unis. En un an, la marque lance 17 points de vente outre-Atlantique. En 2013, The Kooples ouvre un point de vente au Danemark. La marque est aussi présente en Corée du Sud.
En 2013, plus de 350 points de vente sont ouverts à travers le monde. En février 2013, la marque est présente dans neuf pays. Fin 2014, elle est présente dans 24 pays.